# Haplanthodes tentaculatus
Haplanthodes tentaculatus är en akantusväxtart som först beskrevs av Carl von Linné, och fick sitt nu gällande namn av Radha Binod Majumdar. Haplanthodes tentaculatus ingår i släktet Haplanthodes och familjen akantusväxter. Inga underarter finns listade i Catalogue of Life.